# レッチェ・ネイ・マルシ
レッチェ・ネイ・マルシ（イタリア語: Lecce nei Marsi）は、イタリア共和国アブルッツォ州ラクイラ県にある、人口約1,700人の基礎自治体（コムーネ）。

## 地理

### 位置・広がり

#### 隣接コムーネ
隣接するコムーネは以下の通り。
- コッレロンゴ
- ジョーイア・デイ・マルシ
- オルトゥッキオ
- ペスカッセーロリ
- ヴィッラヴァッレロンガ